# Gems (album d'Aerosmith)
Pour l’article homonyme, voir Gems.
Albums de Aerosmith
Permanent Vacation
(1987) Pump
(1989)
Gems est une compilation best-of de chansons du groupe de hard rock américain Aerosmith paru en 1988. C'est la première compilation du groupe depuis Greatest Hits en 1980. L'album inclut la version studio de "Chip Away The Stone " un classique des live du groupe.

## Liste des pistes
1. Rats In The Cellar 4:06 Steven Tyler & Joe Perry (de l'album Rocks)
2. Lick And A Promise 3:05 Steven Tyler & Joe Perry (de l'album Rocks)
3. Chip Away The Stone* 4:01 Richie Supa
4. No Surprize 4:25 Steven Tyler and Joe Perry (de l'album Night in the Ruts)
5. Mama Kin 4:27 Steven Tyler (de l'album Aerosmith)
6. Adam’s Apple 4:34 Steven Tyler (de l'album Toys in the Attic)
7. Nobody’s Fault 4:16 Steven Tyler & Brad Whitford (de l'album Rocks)
8. Round And Round 5:00 Steven Tyler & Brad Whitford (de l'album Toys in the Attic)
9. Critical Mass 4:53 S. Tyler, T. Hamilton, Jack Douglas (de l'album Draw the Line)
10. Lord Of The Thighs 4:14 Steven Tyler (de l'album Get Your Wings)
11. Jailbait 4:38 Steven Tyler and Jimmy Crespo (de l'album Rock in a Hard Place)
12. Train Kept A Rollin’ 5:33 T. Bradshaw, L. Mann, H. Kay (de l'album Get Your Wings)

## Musiciens
- Steven Tyler: Chant, Harmonica, Piano
- Joe Perry : Guitare solo
- Brad Whitford: Guitare rythmique
- Tom Hamilton: Basse
- Joey Kramer: Batterie
- Jimmy Crespo : Guitare solo (uniquement sur la piste 11)
- Rick Dufay: Guitare rythmique (uniquement sur la piste 11)

## Charts
Album - Billboard (North America)
| Year | Chart             | Position |
| ---- | ----------------- | -------- |
| 1988 | The Billboard 200 | 133      |

## Certifications
| Organization | Level | Date          |
| ------------ | ----- | ------------- |
| RIAA - USA   | Gold  | 16 août, 1996 |